# Uitgeverij Karaat
Karaat is een Nederlandse onafhankelijke, literaire uitgeverij. 
De uitgeverij werd in 2009 in Amsterdam opgericht op basis van plannen van oprichters Luc de Rooy en Bart Kraamer uit 2008. In januari 2010 gaf ze haar eerste titels uit, met de gedachte jaarlijks tussen de vier en zes uitgaven te verzorgen. Karaat specialiseert zich op korte verhalen, novelles en essays en geeft hoofdzakelijk vertaald werk uit.

## Auteurs
- Peter Ackroyd
- Conrad Aiken
- Frans Budé
- Dino Buzzati
- Charles D'Ambrosio
- F. Scott Fitzgerald
- Valeria Luiselli
- Cees Nooteboom
- Cesare Pavese
- Alejandro Zambra